# 硕首雪兔子
硕首雪兔子（学名：Saussurea grandiceps），为菊科风毛菊属下的一个植物种。